# Курисько Віталій Іванович
Курисько Віталій Іванович (нар. 24 серпня 1939, Новомосковськ, Дніпропетровська. обл. — пом. 2 квітня 2013, Харків) — український баяніст, музичний педагог. Доцент (1990). Заслужений діяч мистецтв України (1997).

## Біографія
Віталій Іванович Курисько народився 24 серпня 1939 року у місті Новомосковськ Дніпропетровської області. Музичну освіту здобув у Харківській державній консерваторії (клас Л. Горенка), яку закінчив у 1963 році. Відтоді працював у Харківській державній академії культури. Упродовж 1974—1986 років обіймав посаду заступник декана, у 1986—1997 роках — декан заочного відділення факультету культурно-освітньої роботи. Протягом 1997—2003 років — декан факультету музичного мистецтва, у 2003—2010 роках — доцент кафедри народних інструментів.
Був ініціатором проведення у ХДАК щосеместрових звітів-концертів студентів-заочників, щорічних фестивалів «Студентська весна». Сприяв підготовці виїздів творчих колективів факультету народного музичного мистецтва з концертними програмами до Києва, Сум та інших міст України.
Водночас від 1961 року — соліст Харківської обласної філармонії. Ініціював створення і був першим директором (1961—1975) дитячої музичної школи у смт Комсомольське Зміївського району Харківської області.
Наукові інтереси стосуються проблем педагогіки вищої школи, розвитку українського народного інструментального виконавства. Серед учнів — Юрій Алжнєв, Віктор Цицирев, Лариса Шемет.
Митець відзначений нагородами: медаллю «За освоєння цілинних земель», Почесною відзнакою Міністерства культури і мистецтв України «За багаторічну плідну працю в галузі культури», почесним званням «Заслужений діяч мистецтв України».

## Основні публікації
- З історії факультету народного музичного мистецтва / В. І. Курисько, В. М. Откидач // Культура України. Харків: ХДАК, 1999. Вип. 5. С. 184—190.
- Виховання професіоналізму у студентів факультету музичного мистецтва // Духовна культура в інформ. суспільстві: мат. наук.-практ. конф., 24–25 січня 2002. Харків, 2002.
- Диригентська практика: прогр. курсу / Харків. держ. акад. культури, Каф. нар. інструм. ; уклад.: В. І. Курисько, О. Й. Волковий. Харків: ХДАК, 2003. 14 с.
- Вивчення інструментів (баян, акордеон): прогр. курсу / Харків. держ. акад. культури, Каф. нар. інструм. ; уклад.: В. І. Курисько, Т. В. Большакова, Л. М. Понікарова. Харків: ХДАК, 2004. 8 с.
- Спеціальний інструмент: прогр. практикуму з фаху відповідно отриманої кваліфікації спеціаліста / Харків. держ. акад. культури, Каф. нар. інструм. ; уклад.: Т. В. Большакова, В. І. Курисько, Л. М. Понікарова. Харків: ХДАК, 2005. 15 с.